# 벌재

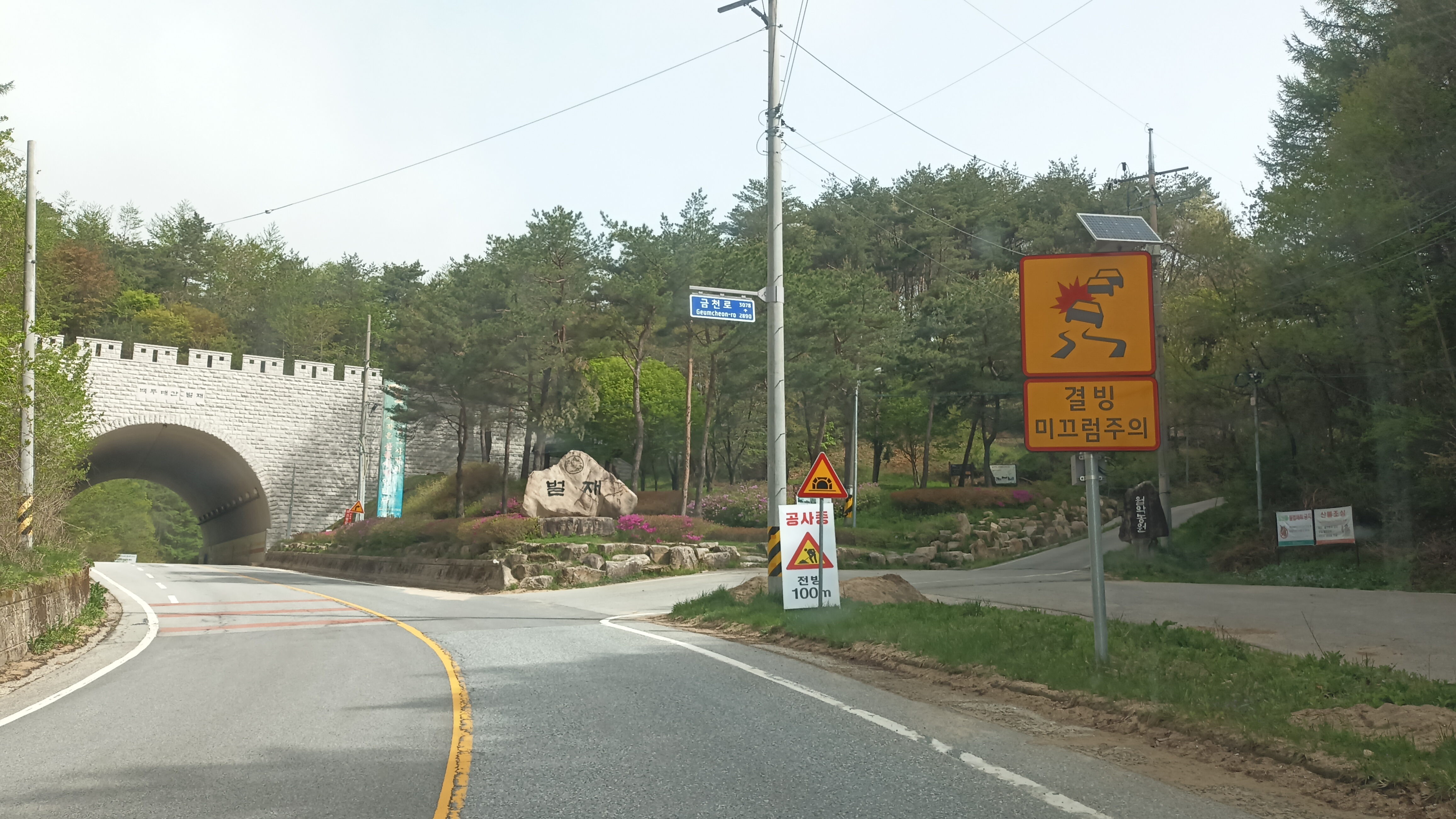
벌재 표지석과 국도 제59호선 백두대간벌재터널, 문경시 동로면 적성리

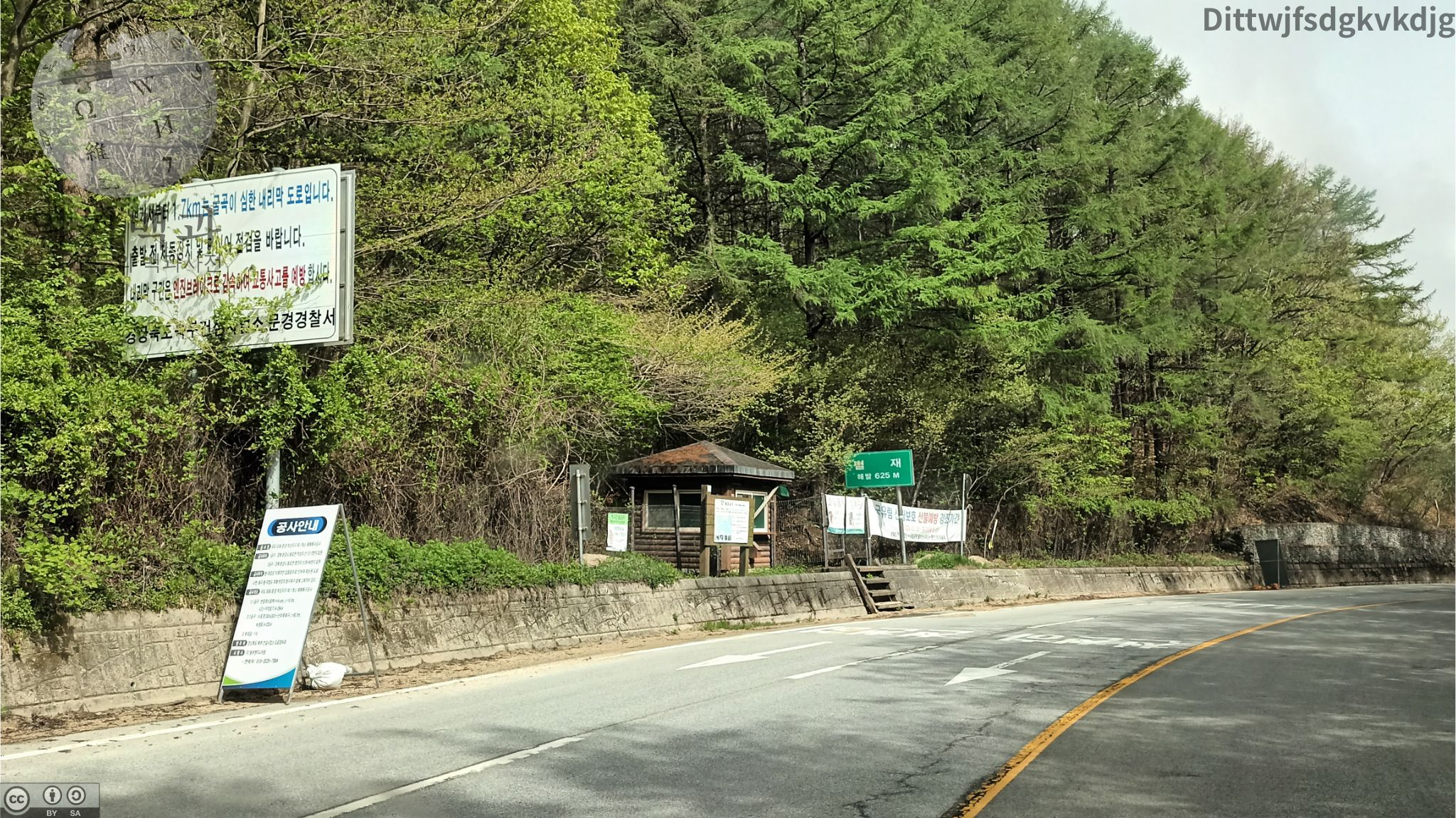
국도 제59호선 오르막차로 종료 지점과 엔진 브레이크 사용 안내 표지, 단양군 단성면 방곡리

벌재(伐-)는 경상북도 문경시 동로면 적성리와 충청북도 단양군 단성면 방곡리의 경계에 위치한 해발 625 m의 고개다. 국도 제59호선이 통과한다. 

## 역사
일제 강점기인 1930년 도로가 개설된 이후 83년 동안 능선이 단절되었으나 산림청의 백두대간 마루금 생태축 복원사업에 따라, 터널을 만들고 그 위에 흙을 덮어 2013년 7월 지형을 복원하였다. 이는 이화령과 육십령에 이어 세 번째다. 또한 나무 1만4600여그루를 심고 야생동물이 이동할 수 있는 생태 통로를 만들었다.

## 도로
국도 제59호선이 벌재를 남-북 방향으로 통과하며 오르막차로는 단양군 측에만 존재한다.

## 같이 보기
- 백두대간
- 국도 제59호선
- 저수령